# Miss Kosovo
Miss Kosovo é um concurso de beleza feminino realizado anualmente que visa eleger dentre as candidatas, a melhor, aquela que pode representar adequadamente seu país e cultura no tradicional Miss Universo. O país europeu só começou a participar do certame internacional em 2008, quando teve sua independência  reconhecida mundialmente. A nação fazia parte do que hoje conhecemos por Sérvia. A competição é coordenada por Agron Selimi e tem como principal apoiador o fotógrafo oficial do Miss Universo e também nascido no país, Fadil Berisha.

## Vencedoras

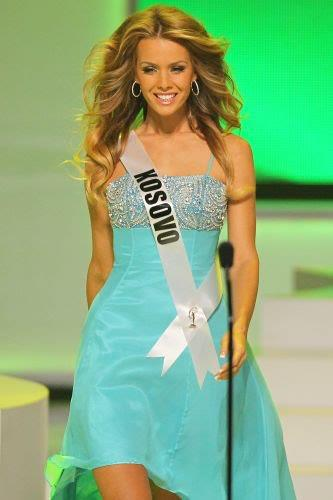
A Miss Kosovo 2011, Afërdita Dreshaj. Ela disputou o Miss Universo 2011, no Brasil.

### Miss Universo
| Ano  | Vencedoras        | Distrito | Classificação          |
| 2019 | Fatbardha Hoxha   | Pristina |                        |
| 2018 | Zana Berisha      | Pristina |                        |
| 2016 | Camila Barraza    | Pristina |                        |
| 2015 | Mirjeta Shala     | Vučitrn  |                        |
| 2014 | Artnesa Krasniqi  | Pristina |                        |
| 2012 | Diana Avdiu       | Pristina | Semifinalista (Top 16) |
| 2011 | Afërdita Dreshaj  | Pristina | Semifinalista (Top 16) |
| 2010 | Kështjella Pepshi | Đakovica |                        |
| 2009 | Marigona Dragusha | Pristina | 3º. Lugar              |
| 2008 | Zana Krasniqi     | Pristina | Semifinalista (Top 10) |

1. Em 2013, Mirjeta Shala não competiu. A Rússia não reconhece o Kosovo como País.

## Outras Representações

### Miss Mundo

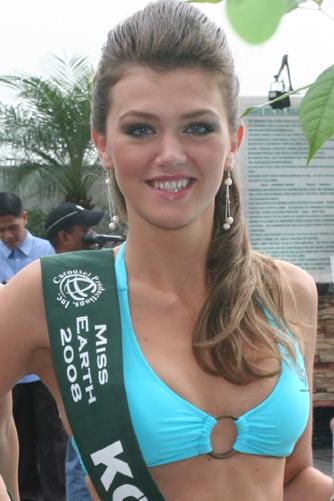
A jovem Miss Terra Kosovo 2008, Ylka Berisha. Ela disputou o Miss Terra 2008, realizado em Pampanga, Filipinas.

| Ano  | Vencedoras      | Distrito | Classificação |
| 2014 | Vita Redžepi    | Pristina |               |
| 2013 | Antigona Sejdiu | Pristina |               |

### Miss Terra
| Ano  | Vencedoras      | Distrito | Classificação |
| 2015 | Kaltrina Neziri | Pristina |               |
| 2013 | Donika Emini    | Pristina |               |
| 2012 | Ajshe Babatinca | Pristina |               |
| 2011 | Nora Asani      | Pristina |               |
| 2010 | Morena Taraku   | Peć      |               |
| 2009 | Elza Marku      | Pristina |               |
| 2008 | Yllka Berisha   | Pristina |               |
| 2003 | Teuta Hoxha     | Pristina |               |
| 2002 | Mirjeta Zeka    | Pristina |               |